# 稻棘緣蝽
稻棘緣蝽（学名：Cletus punctiger）为緣蝽科棘緣蝽屬下的一个种。